# NGC 146
NGC 146 (другое обозначение — OCL 299) — рассеянное скопление в созвездии Кассиопеи.
Этот объект входит в число перечисленных в оригинальной редакции «Нового общего каталога».
Возраст скопления оценивается в 32 ± 8 млн лет.